# Family of the Year
Family of the Year è un gruppo musicale statunitense nato a Los Angeles, in California, nel 2009.
Sono noti principalmente grazie al successo internazionale avuto con la canzone Hero, entrata nella top ten in Austria, Belgio, Germania e Svizzera.

## Carriera
Sebbene il gruppo Family of the Year sia nato a Los Angeles, in California, i due fratelli Joseph e Sebastian Keefe sono originari del Massachusetts. Nonostante siano nati in Massachusetts essi hanno trascorso la propria adolescenza in Galles per, infine, trasferirsi presso Martha's Vineyard. James Buckey è originario di Jacksonville, Florida, mentre Christina Schroeter di Orange County, California. Negli anni precedenti la costituzione del gruppo i fratelli Keefe ottennero un successo locale a Boston con le band "Unbusted" e "The Billionaires".
I Family of the Year si formarono nel 2009, e nel settembre dello stesso anno pubblicarono il primo EP Where's the Sun.
Nell'ottobre 2009 furono selezionati, tra 700 artisti, da Ben Folds e Keith Lockhart per aprire i loro concerti a Ben Folds e alla Boston Pops Orchestra alla Symphony Hall. Poco tempo dopo il gruppo si spostò ad ovest, in California, per degli show con Bell X1 prima di tornare ad est per la CMJ Music Marathon, facendo così il loro debutto a New York. SPIN scelse la band come una delle "25 Must-Hear Artist" del CMJ Festival 2009. Nel novembre 2009 il gruppo pubblicò il primo album integrale Songbook.
Nel gennaio 2010 i Family of the Year annunciarono che avrebbero pubblicato una canzone esclusiva ogni mese attraverso la loro email list. A ciò, il 9 marzo, seguì la pubblicazione del secondo EP Through the Trees attraverso l'etichetta Washashore Records.
Family of the Year ha ottenuto notevoli riconoscimenti per la propria capacità di garantirsi un finanziamento indipendente. Le vendite del primo EP aiutarono infatti il gruppo a finanziare la pubblicazione del primo LP Songbook, inoltre essi ottennero ulteriori fondi per i tour grazie alla vendita online di oggetti come ad esempio delle cartoline.
Nel luglio 2012 il gruppo ha pubblicato il secondo album Loma Vista con la Nettwerk Records, prodotto da Wally Gagel. Con tale pubblicazione la band è stata inclusa tra gli artisti emergenti da MTV, USA Today, Entertainment Weekly, Paste, Billboard, Amazon e Interview. L'album raggiunse la posizione 35 della classifica  Top Heatseekers di Billboard. Grazie al secondo singolo Hero, i Family of the Year ottennero un gran numero di apparizioni in televisione. Vennero ospitati al The Tonight Show with Jay Leno e al Jimmy Kimmel Live!. Il singolo raggiunse la posizione 12 nella Alternative Songs di Billboard, e venne successivamente utilizzato nella colonna sonora del film Boyhood di Richard Linklater. Nel 2013, con il primo tour da headliner, il gruppo andò incontro a una serie di sold out, a partire da New York e Chicago fino ad arrivare a Philadelphia, Minneapolis, Indianapolis, Nashville, Denver e Portland.

## Formazione

### Formazione attuale
- Joseph Keefe – voce, chitarra (2009-presente)
- James Buckey – chitarra, voce secondaria (2009-presente)
- Christina Schroeter – tastiera, voce secondaria (2009-presente)
- Sebastian Keefe – batteria, chitarra, voce secondaria (2009-presente)

### Ex componenti
- Vanessa Jeanne Long – voce (2009-2010)
- Brent Freaney – basso, voce secondaria (2010)
- Meredith Sheldon – basso, voce secondaria (2009)

### Turnisti
- Alex Walker – basso, voce secondaria (2013-presente)

## Discografia

### Album in studio
- 2009 – Songbook
- 2012 – Loma Vista
- 2015 – Family of the Year
- 2018 - Goodbye Sunshine Hello Nighttime

### EP
- 2009 – Where's the Sun
- 2010 – Through the Trees
- 2010 – Summer Girl EP